# Шишова Наталія Михайлівна
Наталія Михайлівна Шишова (1934, село Фотовиж, тепер Глухівського району Сумської області — ?) — українська радянська діячка, новатор виробництва, токар Новокаховського електромашинобудівного заводу Херсонської області. Депутат Верховної Ради УРСР 8—10-го скликань.

## Біографія
Народилася в селянській родині. У 1953 році закінчила середню школу.
У 1953—1956 роках — колгоспниця колгоспу «Перемога» Глухівського району Сумської області. З 1956 року — санітарка Новокаховської міської лікарні Херсонської області.
Освіта середня. У 1962 році закінчила Новокаховське професійно-технічне училище № 1 Херсонської області.
З 1962 року — токар ливарного цеху Новокаховського електромашинобудівного заводу імені 50-річчя Великої Жовтневої соціалістичної революції Херсонської області.

## Нагороди
- орден Трудового Червоного Прапора
- медалі